# Klein Hollandia

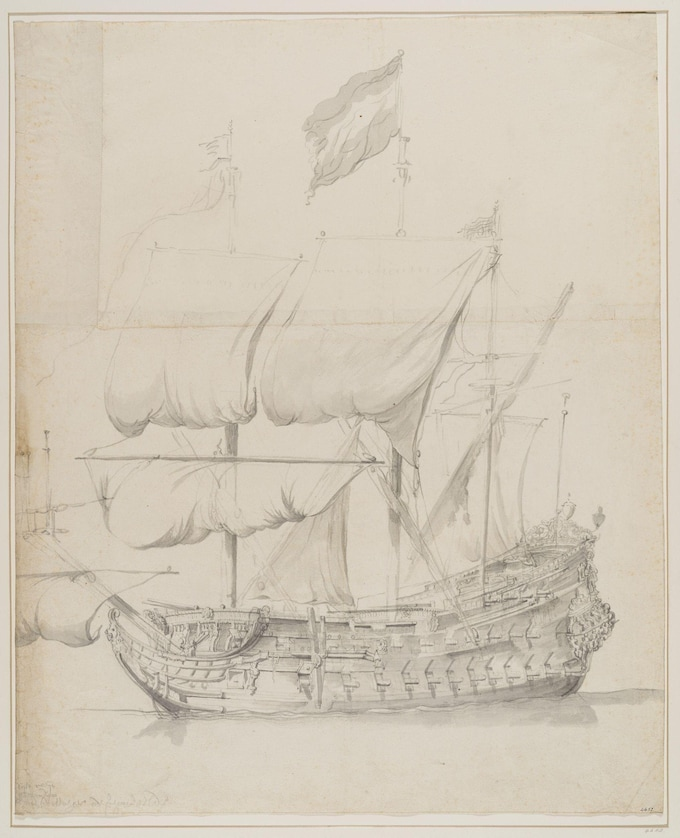
Малюнок Klein Hollandia 17-го століття Віллема ван де Вельде Старшого

Klein Hollandia (Маленька Голландія, 1656 — 24 березня 1672) — нідерландський військовий корабель, який належав Роттердамському адміралтейству, військовому органу, що допомагав керувати голандським флотом. Корабель брав участь у кількох ключових морських битвах, а саме в битві біля Копенгагена під час Другої Північної війни 29 жовтня 1658 року та у всіх основних морських битвах Другої англо-голландської війни. Корабель брав участь у битві проти англійського флоту 12 березня 1672 року. 24 березня 1672 року корабель зазнав аварії і затонув. Загинули капітан Ян Ван Нес і ще п'ятдесят людей.
У 2019 році було знайдено уламки корабля біля узбережжя Англії в Істборні, які в січні 2023 року було ідентифіковано як Klein Hollandia.